# Cambambe
Cambambe è un municipio dell'Angola appartenente alla Provincia di Cuanza Nord. Ha 91.984 abitanti (stima del 2006) ed una superficie di 5.212 km².